# Bereichsleiter
Bereichsleiter (en español: Líder de Departamento) fue un rango político del Partido Nazi que existió entre los años de 1939 y 1945. El rango de Bereichsleiter se creó principalmente para reemplazar el rango más antiguo de Kreisleiter (Líder de Condado), pero también se usó en los niveles más altos del Partido Nazi (Regional y Nacional) como jefe principal de personal.
Aquellos Bereichsleiters que fueron asignados a la posición de Kreisleiter ahora se denotaron mediante el uso de un brazalete político especial.
A los Bereichsleiters a menudo se les otorgaban títulos de naturaleza militar en el ejército regional de reserva bajo varias sucursales del partido. La ilustración fue un ejemplo de una rama utilizada, generalmente en títulos duales entre el personal general superior.